# Obšívanka

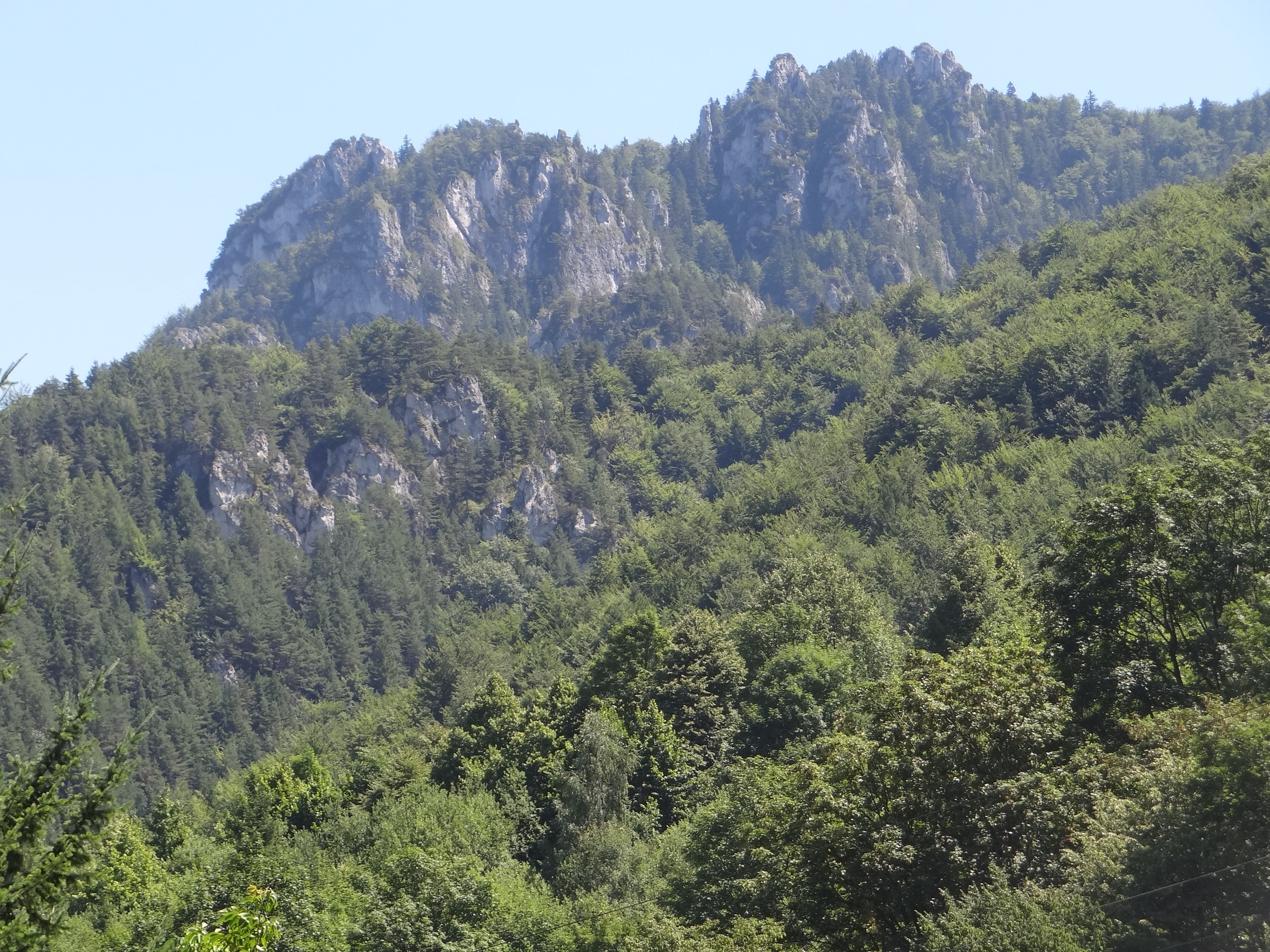
Wapienne ściany Sokolie i położona pod nimi dolinka Obšívanka

Obšívanka – niewielka dolinka w Krywańskiej części Małej Fatry na Słowacji. Wcina się w północno-zachodnie stoki masywu Sokolie. Jest to niewielka, ale głęboko wcięta dolinka o krasowym pochodzeniu. Jej dnem spływa potok uchodzący do Varínki.
Obšívanka jest całkowicie zalesiona. W jej południowo-wschodnich zboczach wznoszą się potężne dolomitowo-wapienne ściany i urwiska masywu Sokolie. Dolinka ma specyficzny mikroklimat, dzięki któremu rosną w niej na niskich wysokościach (znacznie poniżej swojego typowego pionowego zasięgu) rośliny wysokogórskie. Tak np. na wysokości 660 m n.p.m. znajdują się stanowiska kosodrzewiny i są to najniżej w całej Słowacji położone stanowiska tego gatunku. W dolince rosną też tak wysokogórskie gatunki roślin, jak: goryczka krótkołodygowa, urdzik karpacki i pierwiosnek łyszczak. Dębik ośmiopłatkowy ma tu swoje najniżej położone stanowiska w Małej Fatrze.
Dawniej dolina była udostępniona turystycznie. Jest uważana za jedną z najładniejszych i najbardziej cennych pod przyrodniczym względem dolin Małej Fatry. Prowadzi nią szlak turystyczny z Vrátnej doliny przez Malé nocľahy do Terchowej – Vyšné Kamence. Przez kilka lat kończył się na rozdrożu Malé nocľahy a odcinek przez Obšívankę był zamknięty ze względu na ochronę przyrody, jak również ze względu na koszty utrzymania szlaku. Obecnie, po wykonaniu niezbędnych remontów ścieżki, szlak jest dostępny na całej długości. Tylko w okresie od 01 marca do 15 czerwca odcinek Malé nocľahy - Obšívanka jest zamknięty ze względu na ochronę przyrody – głównie gniazd sokołów wędrownych. Górna część doliny to obszar ochrony ścisłej "Tiesňavy".